# Elecciones estatales de Chihuahua de 1950
Las elecciones estatales de Chihuahua de 1950 se llevaron a cabo el domingo 2 de julio de 1950, y en ellas se renovaron los siguientes cargos de elección popular:
- Gobernador de Chihuahua. Titular del Poder Ejecutivo del estado, electo para un periodo de seis años no reelegibles en ningún caso, el candidato electo fue Oscar Soto Maynez.
- 12 diputados del Congreso del Estado. Electos por mayoría relativa en cada uno de los distritos electorales uninominales.

## Resultados electorales

### Gobernador
|  | 4.97 % |

|  | 95.03 % |

|  | 100.00 % |

### Congreso del Estado de Chihuahua
| Partido                                | Partido | Partido                              | Escaños |
| -------------------------------------- | ------- | ------------------------------------ | ------- |
|                                        |         | Partido Acción Nacional              | 0/12    |
|                                        |         | Partido Revolucionario Institucional | 12/12   |
| Total                                  | Total   | Total                                | 12      |
| Las Elecciones en Chihuahua 1921-2006. |         |                                      |         |

#### Diputados electos
| Distrito | Cabecera            | Partido | Nombre                |
| -------- | ------------------- | ------- | --------------------- |
| I        | Chihuahua           |         | Alberto Rico G.       |
| II       | Hidalgo del Parral  |         | Elfego Escárcega      |
| III      | Cuauhtémoc          |         | Saúl González Herrera |
| IV       | Ciudad Juárez       |         | Luis L. Legarreta     |
| V        | Camargo             |         | José F. Valles        |
| VI       | Jiménez             |         | Ignacio Arriola R.    |
| VII      | Guerrero            |         | Rafael F. Lazo        |
| VIII     | Aldama              |         | J. Jesús Barrón       |
| IX       | Nuevo Casas Grandes |         | Salvador Campos       |
| X        | Batopilas           |         | Néstor E. Guevara     |
| XI       | Guadalupe y Calvo   |         | Alberto Casavantes    |
| XII      | Uruachi             |         | Mario González A.     |